# Pholidoscelis polops
Pholidoscelis polops is een hagedis uit de familie tejuhagedissen (Teiidae). 

## Verspreiding en habitat
De soort komt voor op de Amerikaanse Maagdeneilanden nabij het eiland Saint Croix. Op het eiland zelf is de hagedis uitgestorven maar op de nabij gelegen zandbanken Protestant Cay en Green Cay komen nog populaties voor. In 1990 werd de soort uitgezet op de zandbank Ruth Cay en in 2008 op het eiland Buck Island. De habitat bestaat uit houtige, begroeide omgevingen met een strooisellaag, zoals droge bossen of stranden waar de plant stranddruif (Coccoloba uvifera) groeit.

## Bedreiging
Het verspreidingsgebied is relatief klein en beslaat ongeveer zestien vierkante kilometer. Het totale aantal exemplaren wordt geschat op minder dan duizend. Hierdoor is de hagedis kwetsbaar voor natuurrampen zoals orkanen. Een belangrijke bedreiging zijn door de mens geïntroduceerde zoogdieren zoals mangoesten en ratten.
Door de internationale natuurbeschermingsorganisatie IUCN wordt de hagedis als bedreigd beschouwd.

## Naam
De wetenschappelijke naam van de soort werd in 1862 als Ameiva polops gepubliceerd door Edward Drinker Cope. De soort werd lange tijd in het geslacht Ameiva geplaatst. In 2016 maakten Goicoechea et al. daar een eind aan toen ze de soort op basis van fylogenetisch onderzoek naar het geslacht Pholidoscelis verhuisden.

## Synoniemen
- Ameiva oerstedii Reinhardt & Lütken, 1862[4]